# Teatro Coccia
El Teatro Coccia es la principal casa de ópera del municipio italiano de Novara, y uno de los teatros más antiguos de la región del Piamonte. Está orientado a lo largo de la calle Fratelli Rosselli, y delimita la plaza dei Martiri al oeste y la plaza Giacomo Puccini al este.

## Historia
Construido en honor al compositor Carlo Coccia, el teatro fue inaugurado en 1779 y, después de una reestructuración, abrió sus puertas al público el 22 de diciembre de 1888 con la presentación de la ópera Los hugonotes de Giacomo Meyerbeer, bajo la dirección de Arturo Toscanini. Desde entonces, ha acogido óperas de Verdi, Puccini, Rossini, Cimarosa y Donizetti, entre muchos otros.